# グリニッジ
グリニッジ（英語:  Greenwich）はグレーター・ロンドン南東部の町で、グリニッジ・ロンドン特別区のテムズ川南岸に位置している。グリニッジ平均時の基準となる都市として、また「マリタイム・グリニッジ」（海事都市グリニッジ、河港都市グリニッジ）の名でユネスコの世界遺産に登録されている由緒ある港町として、よく知られている。最近は使用されないが、明治から昭和初期の頃までは漢字で緑威とも表記された。

## 発音
伝統的なイギリス英語では「グリニッジ」(['ɡɹɪn.ɪdʒ], "GRIN-idge") だが、現在は「グレニッチ」(['ɡɹen.ɪtʃ], "GREN-itch") が通用している。ただし、地元では「グレニッジ」(['ɡɹen.ɪdʒ], "GREN-idge") や「グリニッチ」(['ɡɹɪn.ɪtʃ], "GRIN-itch") も代替可能な発音として受け容れられている。ただし、アメリカの地名では一般的な「グリーンウィッチ」(['ɡɹɪn.wɪtʃ], "GRIN-witch") という発音は、この都市の発音としては不適切と見なされている。

## 地理
グリニッジは北緯51° 28′ 38″、経度0° 0′ 0″ に位置している。
グリニッジ中心街（本来のグリニッジ）はグリニッジ特別区（en:Royal Borough of Greenwich）の西部にある。グリニッジ中心街の北東に隣接する地域（現在ノース・グリニッジNorth Greenwichと呼ばれるが、古くはここでなくテムズ川北岸の呼び名であった）は西・北・東を大きく湾曲したテムズ川に囲まれるため、グリニッジ半島（en:Greenwich Peninsula）とも呼ばれる。

## 観光名所
水運と密接に結びついてきたグリニッジの歴史的建造物群は、世界遺産に登録されている（ID795）。
グリニッジ天文台がある都市としてよく知られており、この天文台をグリニッジ子午線が通っている。かつて、協定世界時に置き換えられるまでは、グリニッジ天文台での時間計測に基礎を置いたグリニッジ平均時が用いられていた。グリニッジはもはや実用的な天体観測を主導する場ではないが、ここではいまなお報時球は正確に午後1時を知らせている。またジョン・ハリソンの海事クロノメーターをはじめとする天文学や航海術に関する道具を集めた博物館が併設されている。
天文台は、プラセンティア宮殿の敷地を利用したグリニッジ公園内にある。公園にはイニゴー・ジョーンズ作のクイーンズ・ハウスを含む国立海事博物館 (National Maritime Museum) があり、全ての建築物は自由に訪れることが出来る。
旧王立海軍大学 (The Old Royal Naval College) は、クリストファー・レンの手がけた丸天井付きの傑作で、世界遺産登録地の中央に位置している。ここはグリニッジ財団 (the Greenwich Foundation) が管理しており、毎日訪問者に無料で開放されている。旧大学内のいくつかの建造物はグリニッジ大学に貸されているが、the King Charles blockは、トリニティ・ラバン音楽舞踊学校に貸されている。また、ジェイムズ・ソーンヒル (James Thornhill) が塗装したペインティド・ホール (Painted Hall) やセント・ピーター、セント・ポール両礼拝堂（後者の内装はJames Athenian Stuartが手がけた）も、毎日グリニッジ・ヴィジター・センターからガイド付きツアーが出発している通り、一般に開放されている。旧王立海軍大学の脇には第二級指定建造物に登録されている歴史あるパブであるトラファルガー・タヴァーンがある。 
グリニッジには扇を集めた扇博物館があるのも特徴的である。この博物館はクルームズ・ヒル10番地から12番地にあり、同じクルームズ・ヒルには、ネヴァダ・ストリートの交差点の角にグリニッジ劇場 (Greenwich Theatre) がある。グリニッジには劇場が二つあるが、もうひとつはグリニッジ・プレイハウス (en:Greenwich Playhouse) である。
クリッパーの「カティーサーク」は川沿いの乾ドックで保存展示されている。2006年から帆船の大規模な保存プロジェクトが始動し、2008年9月に終了する予定であった。しかし2007年5月21日に火災事故が発生、復元が大幅に遅れた。その後、2012年4月25日、女王エリザベス2世によって、一般公開が宣言された。そのそばには、長い間、フランシス・チチェスター (Sir Francis Chichester) が226日間世界一周（1966年 - 1967年）を行ったケッチである「ジプシー・モス4世号」(Gipsy Moth IV) も展示されていたが、第二の航海歴を積み重ねるための大規模な修繕のために2004年に移送された。
カティーサークのそばには、テムズ川の北側のアイル・オブ・ドッグズ (Isle of Dogs) へ行くための歩行者用のトンネル「グリニッジ・フット・トンネル」(Greenwich foot tunnel) がある。トンネルの北側の出口はアイランド・ガーデンズ (Island Gardens) にあり、そこからはカナレットが描いたグリニッジ病院の有名な眺めを望むことが出来る。病院の北西の角の前の川沿いに、北極探検者のジョゼフ・ルネ・ベロー (Joseph René Bellot) を記念するオベリスクが立っている。
ミレニアム・ドームは、グリニッジ半島のブリティッシュ・ガスの使われなくなった敷地に建てられた。これは地下鉄のノース・グリニッジ駅に隣接し、グリニッジ中心街からはおよそ5kmのところにある。ドームの南には、都市の再開発地区であるグリニッジ・ミレニアム・ヴィレッジ (Greenwich Millennium Village) が存在する。
都市中心部の西側に建っているのがセント・アルフィージ教会 (St Alfege's Church) である。この教会が建っている場所は、1012年にカンタベリー大主教アルフィージが殺害された場所であり、現在の教会は1714年に建築家ニコラス・ホークスムーア (Nicholas Hawksmoor) が手がけたものである。
都市中心部では、週末にはグリニッジ市場 (Greenwich Market) が多くの観光客で賑わう。

## 登録基準
この世界遺産は世界遺産登録基準のうち、以下の条件を満たし、登録された（以下の基準は世界遺産センター公表の登録基準からの翻訳、引用である）。
- (1) 人類の創造的才能を表現する傑作。
- (2) ある期間を通じてまたはある文化圏において、建築、技術、記念碑的芸術、都市計画、景観デザインの発展に関し、人類の価値の重要な交流を示すもの。
- (4) 人類の歴史上重要な時代を例証する建築様式、建築物群、技術の集積または景観の優れた例。
- (6) 顕著で普遍的な意義を有する出来事、現存する伝統、思想、信仰または芸術的、文学的作品と直接にまたは明白に関連するもの（この基準は他の基準と組み合わせて用いるのが望ましいと世界遺産委員会は考えている）。

## ギャラリー

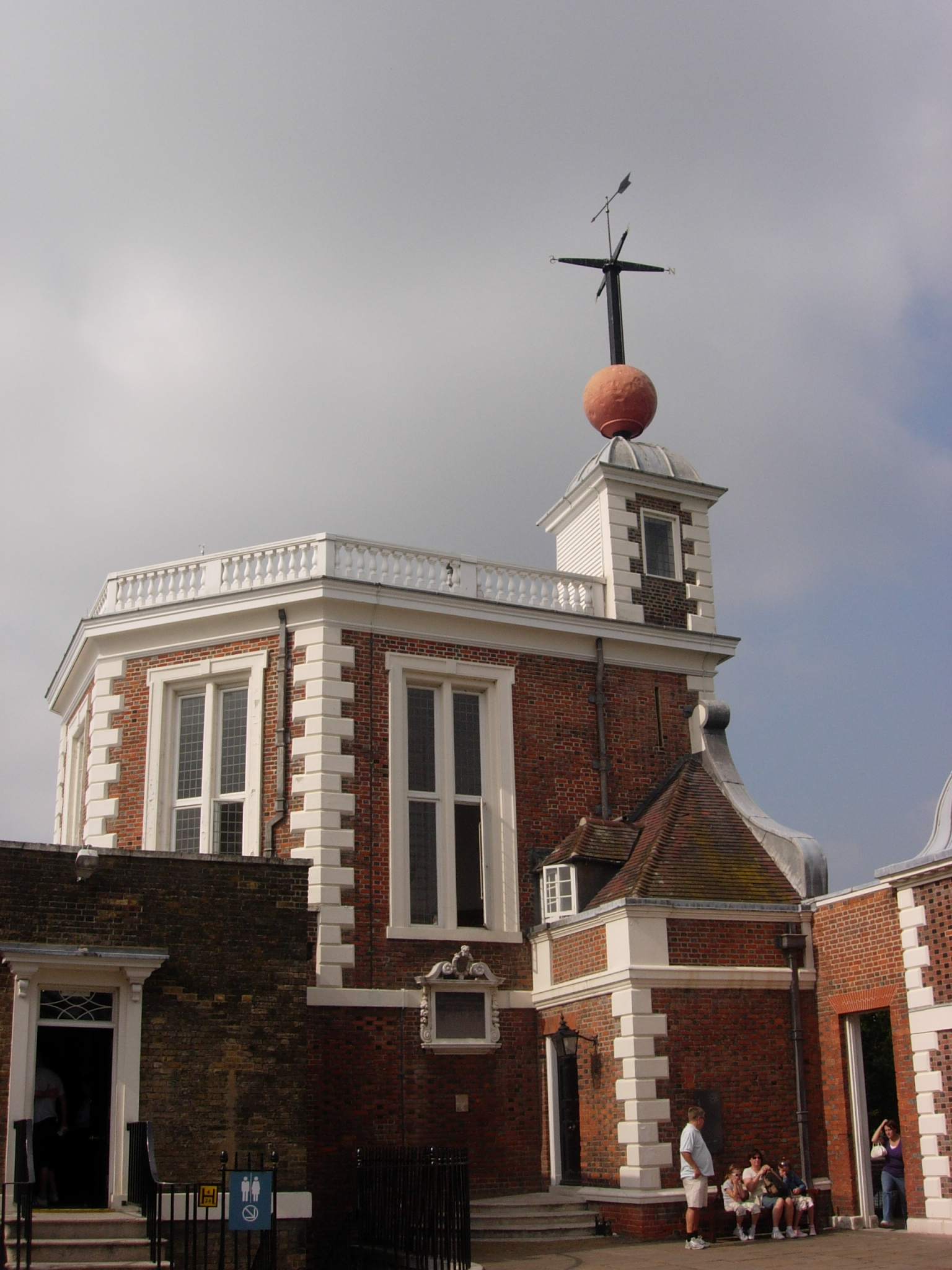
グリニッジ天文台
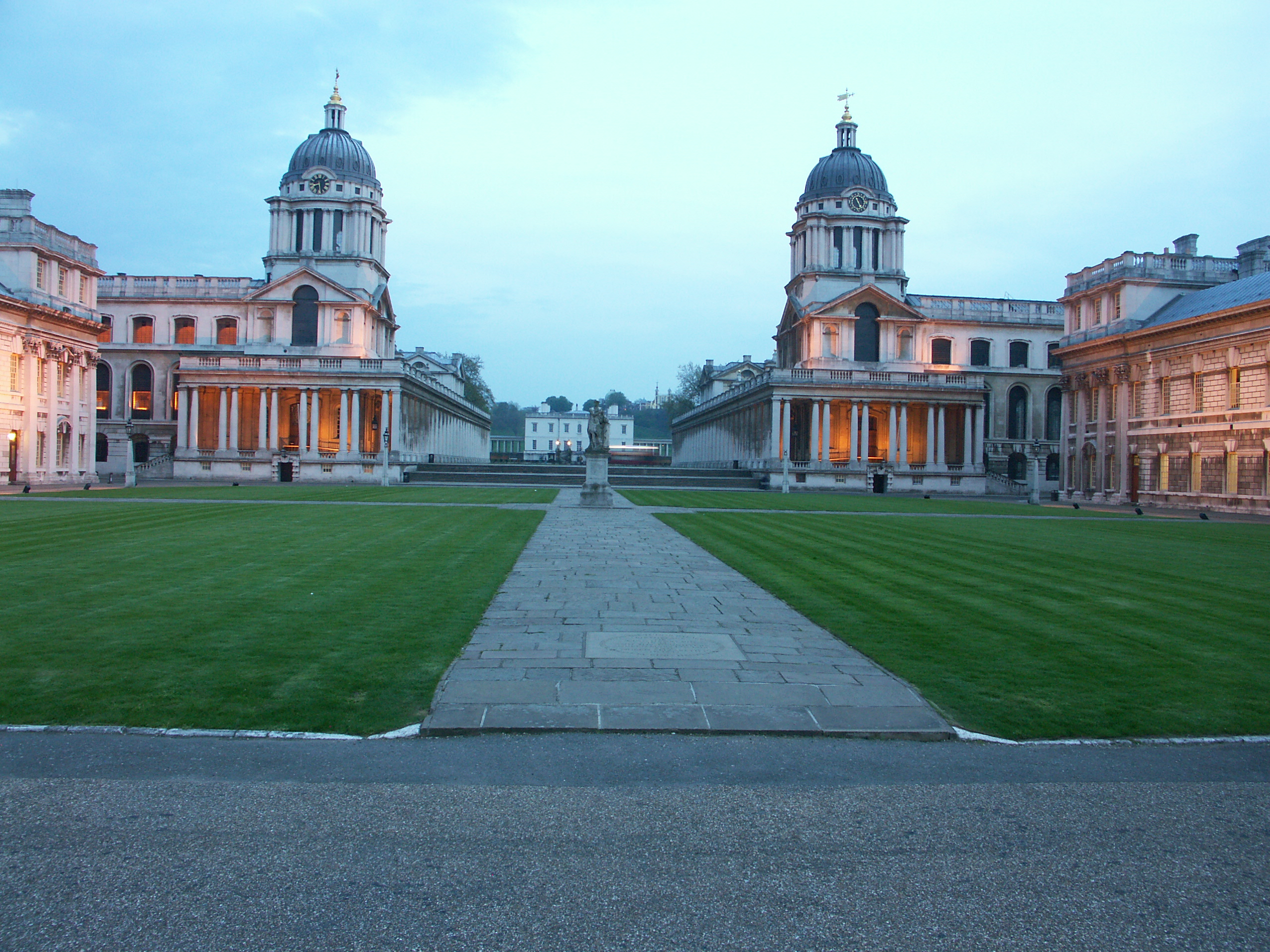
旧王立海軍大学
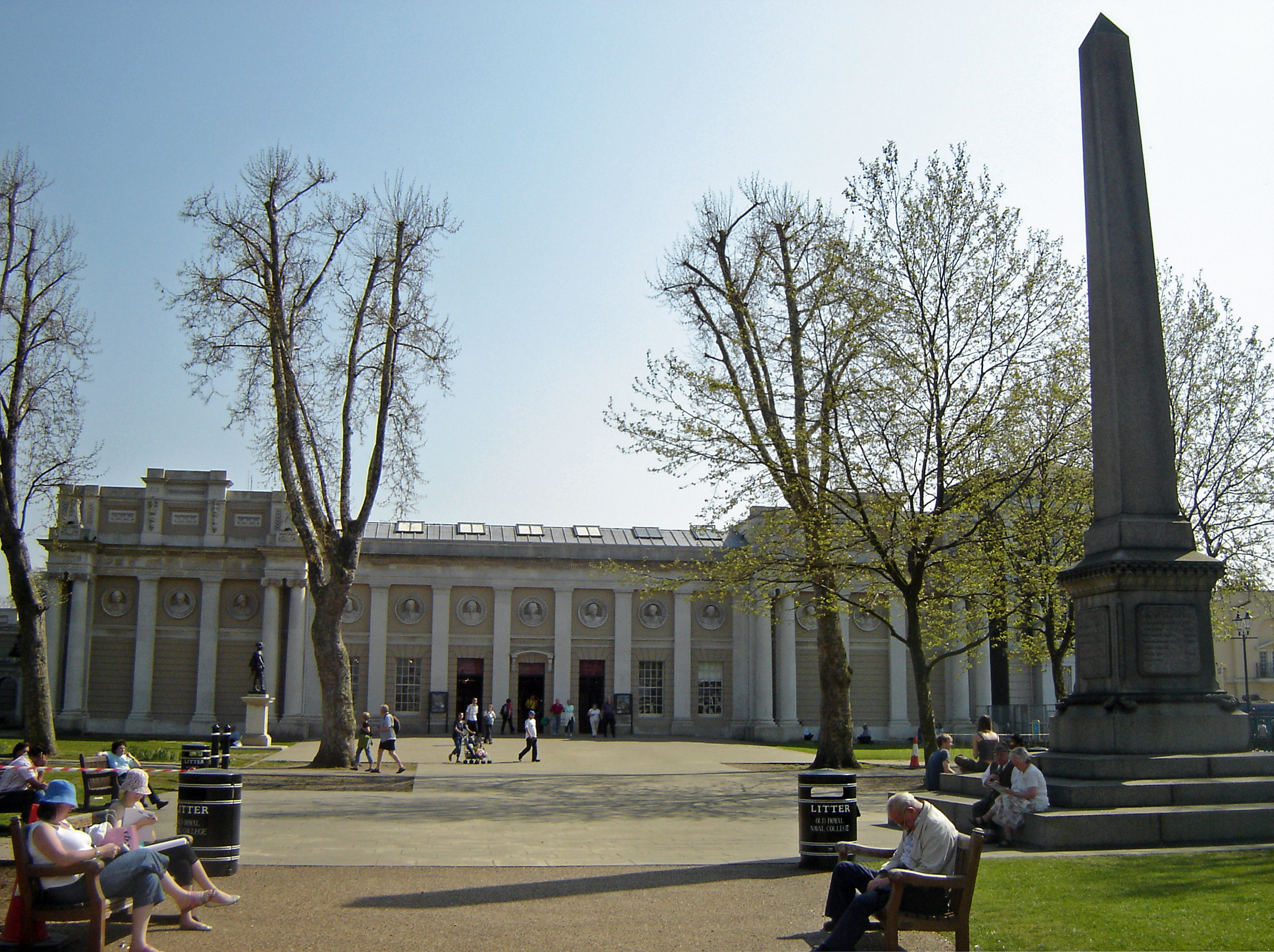
グリニッジ・ヴィジター・センター
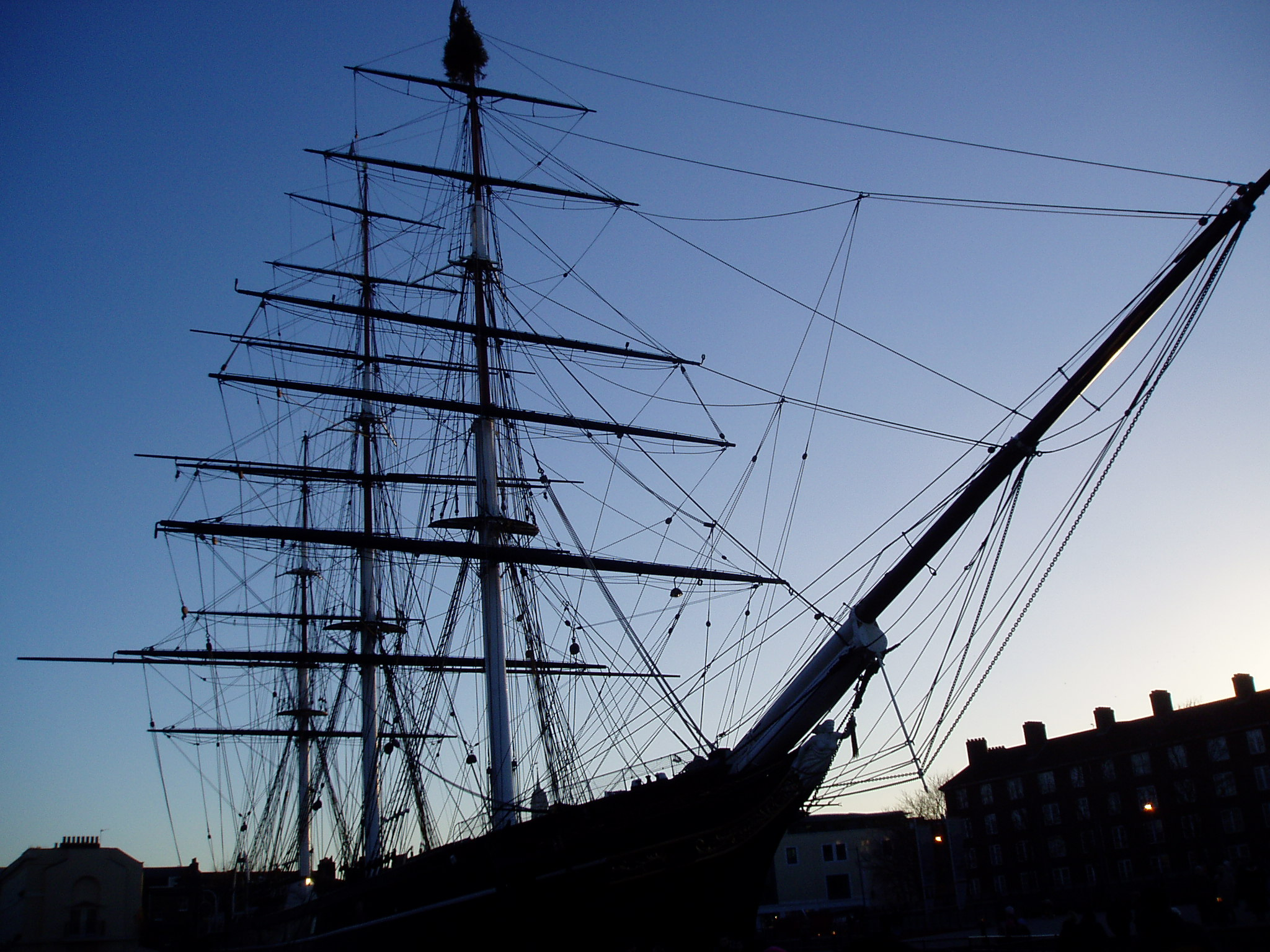
カティーサーク
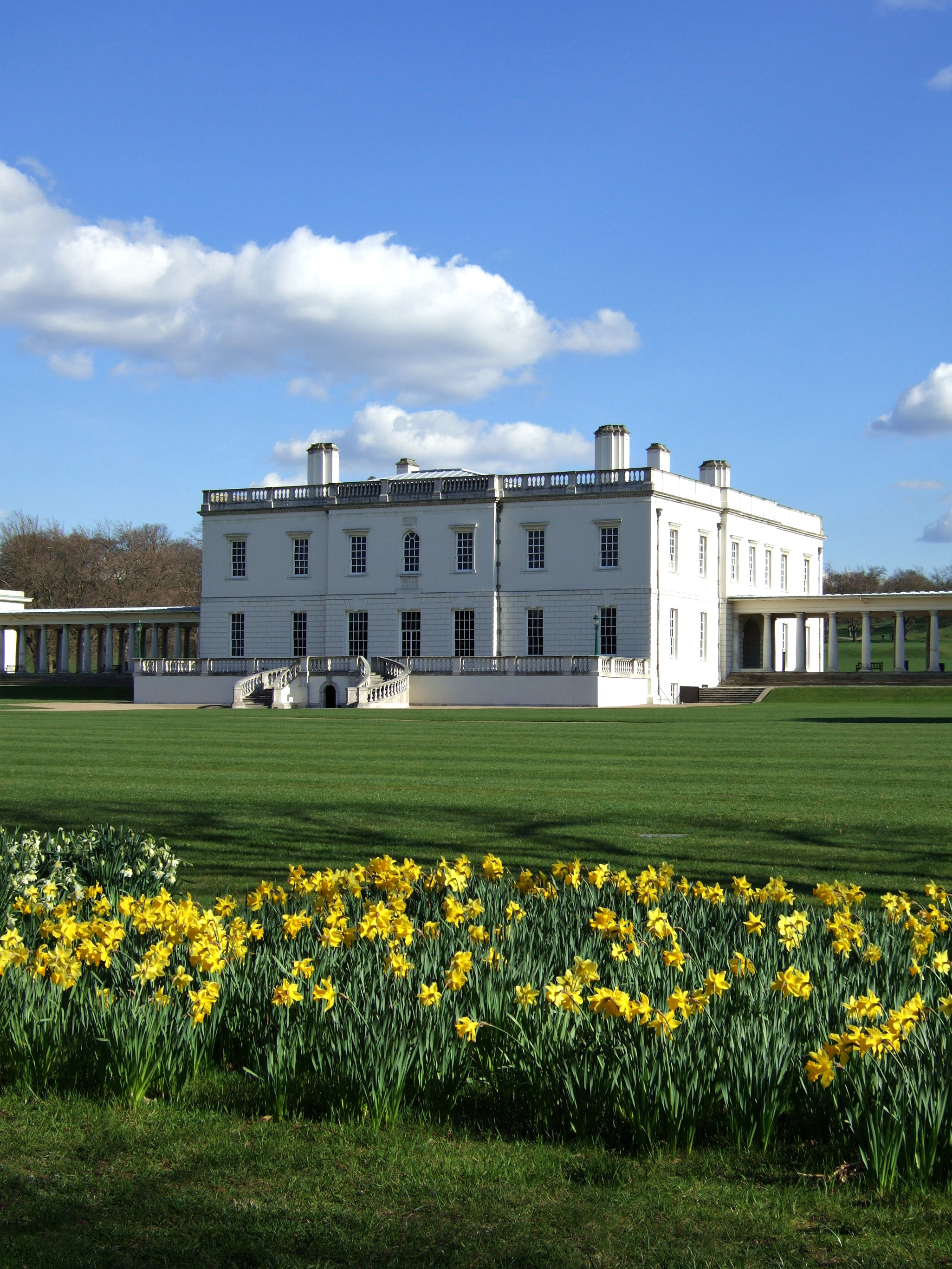
クイーンズ・ハウス
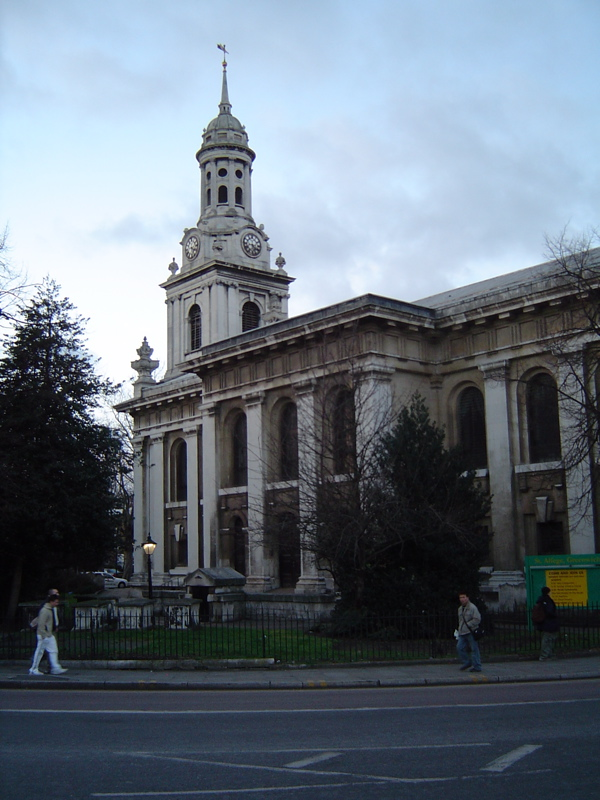
セント・アルフィージ教会